# Barbadiano-brasileiros
Barbadianos é o termo atribuído aos negros estrangeiros vindos do Caribe no início do século XX, mais especificamente das áreas de colonização inglesa (Barbados) para Porto Velho, Belém, Manaus e outras cidades da Amazônia. Hoje é ainda é empregado em relação aos seus descendentes.

## História
Os imigrantes barbadianos eram negros de língua inglesa que chegaram ao Norte do Brasil no final do século XIX e início do século XX, como trabalhadores contratados por empresas estrangeiras que atuavam no Brasil. Eles vinham das ilhas caribenhas (na época colônias inglesas) de Barbados, Santa Lúcia, Jamaica, São Vicente e Granadinas, Granada, Antígua e Barbuda e Trindade e Tobago. Não foi uma imigração promovida pelo governo e eles foram trazidos à Manaus e Belém para trabalhar na indústria da borracha e nos empreendimentos ingleses que se instalaram nas duas capitais por conta do extrativismo. 
Já a maioria dos barbadianos foram contratados para trabalharem na construção da estrada de ferro Madeira-Mamoré (1907-1912), no município de Porto Velho (que na época pertencia ao Estado do Amazonas). Porém ao final das obras dessa ferrovia alguns deles ficaram em Porto Velho, enquanto outros seguiram e se fixaram na capital do Amazonas e Pará. 
Em Manaus os barbadianos se concentraram nos bairros de Aparecida, Cachoeirinha e Praça 14, tinham como referência de sua cultura, no campo religioso, um templo anglicano que frequentavam na Praça 14 (o primeiro que surgiu na cidade). Nessa época haviam dois conhecidos esportistas barbadianos em Manaus: o jogador de beisebol e futebol Francis Savary e o lutador Adolpho Corbiniano.
A imigração barbadiana esteve presente em Belém, eles residiam em bairros como o Umarizal e frequentavam a "Saint Mary's Anglican Church", uma igreja anglicana fundada em 1912 e que também se tornou ponto de concentração dos antilhanos, visto que a maioria deles eram anglicanos. Uma descendente de barbadianos do Pará ficou conhecida nacionalmente devido sua participação em vários filmes brasileiros. Chamava-se Esther Alexander, mas ficou conhecida por seu nome artístico de atriz: Cléa Simões.
Em Porto Velho os barbadianos criaram um bairro chamado "Barbadian Town" onde inauguraram uma escola que ensinava o idioma inglês. Em 1921 é fundada a primeira igreja Batista da cidade que era frequentada em sua maioria por barbadianos. Nas décadas de 1970 e 1980 ficou famosa no Norte do país uma freira chamada Helena Walcott, que era filha de barbadianos nascida em Guajará-Mirim (Rondônia) e que lutou por moradias para os mais pobres.
Porto Velho, a capital de Rondônia, é hoje a cidade do Brasil que possui o maior número de descendentes de barbadianos.
Entre algumas das principais famílias de caribenhos que se estabeleceram na Amazônia brasileira se tem as seguintes: Johnson, Chase, Spencer, Redman, Scanteblury, Skeete, Brown, Schockness, Blackman e Burnett.